# دليل (فلم 2013)
دليل أو الدليل (بالإنجليزية: Evidence) هو فيلم جريمة ورعب من إخراج أولاتيند أوسينسانمي ومن كتابة جون سويتنام.
تم إصدار الفيلم سنة 2013، حيث شارك فيه مجموعة من النجوم على غرار توري ديفيتو، كيتلين ستاسي، هاري لينيكس، سفيتلانا ميتكينا، رادها ميتشيل، ستيفن موير وغيرهم.
تدور قصة الفيلم حول محققين يحققان في مجزرة وحشية، وليس لهم دلائل سوى تسجيلات بعض الهواتف وأجهزة الكاميرا التي وجداها في مسرح الجريمة.

## قصة الفيلم
تدور القصة في نيفادا، حيث تجد الشرطة نفسها في تحقيق مهم لكشف خبايا جريمة مروعة حدثت في نفس المنطقة.
تنتقل الشرطة لموقع الجريمة، فتجد أجسادا مُتفحمة جراء الحرق وجثت أخرى لم يتم التعرف عليها بسبب تقطيعها إربا إربا بعد حرقها، لكنها وفي المقابل تعثر على تسجيلات فيديو في بعض هواتف الضحايا؛ كما تعثر على شاهدة وحيدة نجت من المجزرة وهي ليان (توري ديفيتو) التي ستساعدهم على كشف القضية.
تعود الشرطة لمركز التحقيق، ثم تبدأ في مشاهدة أشرطة الفيديو واحدا بواحد؛ لكنها تتفاجئ أن تلك الأشرطة مصابة بخدوش والصور لا تظهر بشكل جيد، وبعد ساعات من البحث يتمكن المحقق ريس (ستيفن موير) رفقة المحققة بيركيز (رادها ميتشيل) من كشف خيوط القضية ومعرفة اللحام الذي ارتكب كل هاته المجازر ألا وهي ليان وصديقتها راشيل (كيتلين ستاسي) بعدما أوهما كل المركز أن مُرتكب الجرائم الشنيعة هو حبيبها السابق.

## طاقم التمثيل
| الممثل           | الدور           | الشخصية |
| ---------------- | --------------- | --- |
| توري ديفيتو      | ليان هوكبلات    | هي بطلة الفيلم، حيث تظهر في البداية كضحية لكن في نهاية الفيلم تُصبح هي الجاني. |
| كيتلين ستاسي     | راشيل           | صديقة ليان، وهي الأخرى تظهر في البداية كضحية؛ لكن سرعان ما ينكشف دورها فتُصبح الجاني المتهم بقتل أصدقائها بطرق وحشية. |
| هاري لينكس       | بِن              | كان له دور ثانوي في الفيلم، حيث لعب دور سائق الحافلة التي كانت تركبها كل من ليان؛ راشيل وباقي أعضاء الفرقة، يلقى حتفه بطريقة وحشية.                                                                                                   |
| سفيتلانا ميتكينا | فيكي            | دور ثانوي |
| ديل ديكي         | كاترينا فليشمان | دور ثانوي |
| رادها ميتشيل     | المحققة بيركيز  | هي المحققة التي تُحقق في قضية القتل الوحشي هذه، تمتاز بنسبة ذكاء عالية نوعا ما؛ لكنها تُخدع في نهاية المطاف من قبل ليان وراشيل. |
| ستيفن موير       | المحقق ريس      | هو ضابط شرطة ويعمل على مكافحة غسل الأموال، كما تم تعيينه للتحقيق في هذه القضية رفقة المحققة الأخرى بيركيز. هو أيضا يمتاز بدرجة ذكاء وفطنة عالية لكنه يتعرض للخداع من ليان التي كانت محتجزة عنده وتركها تذهب دون أن يدري أنها الجانية. |
| نولان جيرارد     | تايلر موريس     | دور ثانوي |
| ألبرت كو         | ستيفن           | دور ثانوي |

## استقبال
تلقى الفيلم ملاحظات سلبية من النقاد، حيث حصل على تقييم 6% في موقع روتن تونيتوز، مع متوسط تقييم بلغ 3/10 فقط من إجمالي 16 صوتا. أما في ميتاكريتيك فقد حصل على تقييم 14/100 استنادا إلى ثمانية تقييمات فقط.
وكانت مجلة فارييتي قد علقت على الفيلم قائلة أن «قوة الرعب مرت بشكل سريع» و «لقطات الرعب الأخيرة وصلت إلى أدنى مستوى».

## وصلات خارجية
- مقالات تستعمل روابط فنية بلا صلة مع ويكي بيانات